# Melanophryniscus cambaraensis
Melanophryniscus cambaraensis es una especie de anfibios de la familia Bufonidae.
Es endémica de Brasil.
Su hábitat natural incluye bosques secos tropicales o subtropicales, sabanas húmedas, praderas inundadas en algunas estaciones y a baja altitud, ríos, marismas intermitentes de agua dulce, canales y diques
Está amenazada de extinción.